# Andrena misella
Andrena misella är en biart som beskrevs av Timberlake 1951. Andrena misella ingår i släktet sandbin, och familjen grävbin. Inga underarter finns listade i Catalogue of Life.